# FreeCodeCamp
freeCodeCamp (denumit și “Free Code Camp”) este o organizație fără scop lucrativ  care consistă dintr-o  platformă web de învățătură interactivă, un forum în rețea al comunității, camere de discuții, publicații în rețea și organizații locale care intenționează să facă studierea dezvoltarii web accesibilă oricui. Începând cu tutoriale care introduc studenții în HTML, CSS și JavaScript, studenții progresează la sarcini de proiect care ei le completează fie singuri sau în perechi. La completarea tuturor sarcinilor de proiect, studenții sunt parteneriați cu alte nonprofituri să creeze aplicații web, dând studenților experiență de dezvoltare practică .

## Istoria
freeCodeCamp a fost lansat în Octombrie 2014 și încorporat ca Free Code Camp, Inc.